# Topoloveni
Topoloveni est une ville du județ d'Argeș, en Roumanie.
Sa population était de 10 219 habitants en 2011.

## Démographie
Lors du recensement de 2011, 96,66 % de la population se déclarent comme roumains (2,9 % ne déclarent pas d'appartenance ethnique et 0,43 % déclarent appartenir à une autre ethnie).

## Politique
| Parti | Parti                           | Sièges |
| ----- | ------------------------------- | ------ |
|       | Parti social-démocrate (PSD)    | 10     |
|       | Parti national libéral (PNL)    | 4      |
|       | Parti Mouvement populaire (PMP) | 1      |

## Spécialité culinaire
Originaire de la ville, le magiun de prune Topoloveni est une spécialité alimentaire traditionnelle roumaine à base de fruits qui bénéficie depuis 2010 de l'indication géographique protégée (IGP) européenne. C'est une réduction de prunes mûres de diverses variétés de pruniers. Cette spécialité culinaire est populaire en Roumanie : il est aisé de s'en procurer dans tout le pays.